# 張綵
張綵（1464年—1510年），字尚質，號西麓，陝西鞏昌府安定縣人，明朝政治人物。弘治庚戌進士。正德初年，依附權閹劉瑾，官吏部尚書。劉瑾伏誅後，張綵被捕，死於獄中。

## 生平
陝西鄉試第四十五名舉人。弘治三年（1490年）中式庚戌科會試第五十九名，二甲第六十八名進士。授吏部主事，歷文選司郎中，為尚書馬文升器用。此後五疏移疾離去，均被馬文升堅持挽留。給事中李貫舉薦其有將才，而楊一清亦舉薦其代替自己的三邊總督職位。當時焦芳因張彩與劉瑾同鄉，而向劉瑾舉薦。升任都察院左僉都御史，一年後超拜吏部右侍郎。官至吏部尚書。劉瑾被誅后，張彩因是閹黨，以交結近侍論死，遇赦當免。改擬同刘瑾謀反，病死獄中，仍剉屍於市，籍其家，妻子流放海南。

## 家族
曾祖張惟孝，贈主事；祖父張勵，戶部郎中；父張謨，監生。母穆氏；繼母馬氏。

## 延伸阅读
[在维基数据编辑]
 《國朝獻徵錄·卷之二十四》，出自焦竑《國朝獻徵錄》
 《明史卷三百〇六》，出自《明史》